# Parafia św. Antoniego Padewskiego w Szczepankowie
Parafia świętego Antoniego Padewskiego w Szczepankowie – parafia rzymskokatolicka znajdująca się w archidiecezji warmińskiej, w dekanacie Grunwald.